# John Fisher, 1. Baron Fisher

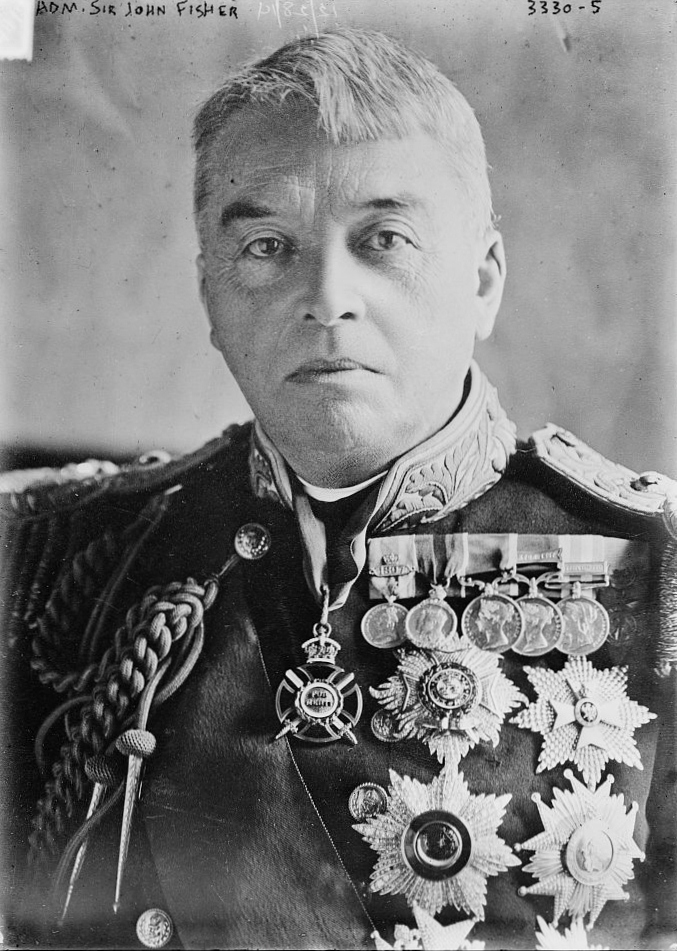
Admiral John „Jacky“ Fisher

John Arbuthnot Fisher, 1. Baron Fisher GCB, OM, GCVO (* 25. Januar 1841 in Britisch-Ceylon; † 10. Juli 1920 in London) war ein sehr einflussreicher britischer Admiral der Royal Navy während des Ersten Weltkrieges. Als Erster Seelord (1905–1910 und 1914–1915) prägte er die Royal Navy und führte dort die Großkampfschiffe (Dreadnoughts) ein. Allgemein bekannt wurde er unter dem Spitznamen „Jacky Fisher“.

## Leben
John Arbuthnot Fisher wurde am 25. Januar 1841 in Ceylon, dem heutigen Sri Lanka, als das älteste von elf Kindern als Sohn von William und Sophie Fisher geboren. William Fisher trat in dem Jahr, in dem John geboren wurde, von seinem Posten als Aide-de-camp für den ehemaligen Governor von Ceylon Robert Wilmot-Horton zurück und wurde Kaffeepflanzer und später police chief superintendent. Auf seinen beiden Kaffeeplantagen machte er so viele Schulden, dass er seine wachsende Familie kaum ernähren konnte. Am 13. Juli 1854 trat John Fisher in die Marine ein. Die ersten 18 Tage verbrachte er an Bord der Victory, bevor er am 29. Juli Als Marine-Kadett auf die HMS Calcutta versetzt die zur Blockade des russischen Seeweges im Finnischen Meerbusen während des Krimkrieges geschickt wurde.
Einige Monate später kehrte das Schiff nach Großbritannien zurück, Fisher wurde anschließend der HMS Agamemnon zugewiesen, die bei Kriegsende nach Konstantinopel (jetzt Istanbul) geschickt wurde. Er nahm als Captain und Angehöriger der Mittelmeerflotte unter dem Kommando von Admiral Seymour an der Bombardierung Alexandrias in Ägypten (11. Juli bis 13. Juli 1882) teil.
1890 wurde Fisher zum Rear Admiral ernannt. Zwischen 1891 und 1892 war er als Dritter Seelord verantwortlich für den Zustand und der Ausrüstung der gesamten Britischen Flotte. Ab 1897 war er Oberbefehlshaber der Nordatlantik- und Karibikflotte. 1902 wurde er zum Zweiten, 1904 zum Ersten Seelord ernannt. Als solcher begleitete er König Eduard VII. auf der königlichen Yacht beim Staatsbesuch in Cartagena und wirkte am Zustandekommen der Abkommen von Cartagena (1907) mit. Die Amtszeit Fishers war stark von seinem Konflikt mit Admiral Lord Charles Beresford überschattet, der die Royal Navy zu Beginn des 20. Jahrhunderts intern stark beschäftigte. Fisher und Beresford waren erfahrene Seeoffiziere, hatten aber unterschiedliche Auffassungen über die Reform der Flotte und über die Zukunft der Royal Navy. Daneben spielten Klassengegensätze zwischen dem sozialen Aufsteiger Fisher und dem Adeligen Beresford eine Rolle, wozu außerdem kam, dass Beresford selbst Erster Seelord werden wollte und Fisher als Karrierehindernis betrachtete. Die Rivalität endete, als Beresford 1909 wieder Abgeordneter im House of Commons wurde und Fisher 1910 in den Ruhestand ging. 1909 wurde er als „Baron Fisher of Kilverstone“ in den erblichen Adelsstand erhoben. Er wählte „Fear God and dread nought“ (Fürchte Gott und erschaudere vor nichts) als Motto, eine Anspielung auf die Dreadnoughts.
Bei Ausbruch des Ersten Weltkrieges 1914 wurde Lord Fisher als Erster Seelord zurückberufen. 1915 kritisierte er die Schlacht von Gallipoli und trat kurz darauf aus Protest von seinem Amt zurück.
Laut dem Oxford English Dictionary war die erste dokumentierte Verwendung des Akronyms OMG – die heute allgegenwärtige Abkürzung im Netzjargon für „Oh My God“ – in einem Brief, der 1917 verfasst und 1919 in einem Memoirenband von Admiral John Fisher veröffentlicht wurde. Der ursprüngliche Brief wurde am 9. September 1917 an Winston Churchill, den damaligen britischen Munitionsminister, geschickt und lautete: „I hear that a new order of Knighthood is on the tapis – O.M.G. (Oh! My God!) – Shower it on the Admiralty!“.
1920 wurde bei Fischer Krebs festgestellt. Er starb am 10. Juli 1920 in London und erhielt eine Trauerzeremonie in Westminster Abbey.

## Wirken

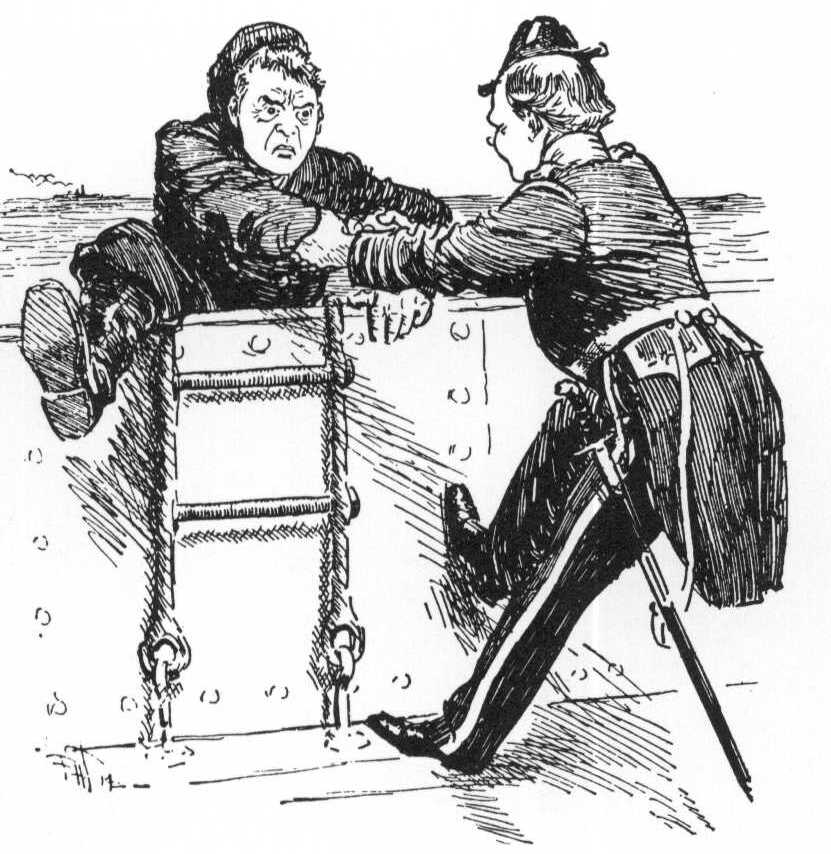
Nach Ausbruch des Ersten Weltkrieges: Churchill holt Fisher aus dem Ruhestand zurück. Karikatur aus Punch (1914).

Mit seiner Beförderung zum Ersten Seelord am 20. Oktober 1904 begann Fisher, seine Ideen zur Reform der Marine in die Tat umzusetzen. Fisher war sich der Kontroverse, die seine Ideen auslösen konnten, durchaus bewusst. Der Verzicht auf den Bau neuer Schlachtschiffe war für seine Visionen von der künftigen Seekriegsführung von grundlegender Bedeutung und hatte große Ausgabenkürzungen zur Folge. Fishers Hauptanliegen war, die Royal Navy in die Lage zu versetzen, eine Invasion Großbritanniens zu verhindern und die Seeverbindungen mit dem Empire aufrechtzuerhalten.
Die Einführung des Schlachtkreuzers ging ganz wesentlich auf seine Initiative zurück und bestimmte die Entwicklung auch bei anderen Marinen, die sich dem neuen Standard schnell anpassten. Dabei favorisierte Fisher eindeutig das Konzept, aus dem später der erste Schlachtkreuzer entstand: Ein Schiff mit sehr schweren Geschützen mit großer Reichweite, überlegener Geschwindigkeit und nur schwacher Panzerung. Das Konzept beruhte darauf, dass das Schiff mit Hilfe seiner hohen Geschwindigkeit außer Reichweite des Gegners bleiben und ihn mit seiner eigenen weitreichenden Bewaffnung aus sicherer Entfernung vernichten sollte. Im Falle einer Begegnung auf kürzere Entfernung sollte die hohe Geschwindigkeit das Schiff vor Schaden bewahren, was mit den damaligen Theorien der Feuerleitung durchaus übereinstimmte. Sein Wahlspruch in dieser Beziehung lautete: Speed is the best protection (Geschwindigkeit ist die beste Panzerung). Im Bereich dieser Schiffsklasse bestand er sehr erfolgreich das Wettrüsten mit der Hochseeflotte unter Admiral Alfred von Tirpitz.
Die Entwicklung des langsamen und stark gepanzerten Schlachtschiffes stieß auf seinen Widerstand, aber er konnte sich damit nicht durchsetzen. Immerhin wurden die neuen Schlachtkreuzer nach seinen Vorgaben gebaut und bewährten sich zu Beginn des Ersten Weltkriegs bei der Jagd nach deutschen Kreuzern auch recht gut, weshalb die Admiralität den Bau neuer Schlachtkreuzer vorantrieb, die als neuer Trumpf im Seekrieg angesehen wurden. Die Schiffe der Renown-Klasse waren das Ergebnis dieser Erfolge, sie waren ganz nach Fishers Vorlieben entworfen. Sie erreichten eine beispiellose Geschwindigkeit von 32 Knoten, trugen sechs 15-Zoll-Geschütze und waren nur schwach geschützt. Ähnlich gestalteten sich die ursprünglich als leichte Schlachtkreuzer ausgelegten Schiffe der Courageous-Klasse, die im Rahmen einer geplanten britischen Landungsunternehmung an der deutschen Ostseeküste (Fishers Ostsee-Plan) auf Kiel gelegt wurden. Sie waren ebenfalls sehr schnell, kaum gepanzert und mit völlig überdimensionierten Waffen bestückt, in einem Fall zwei 18-Zoll-Geschütze, welche allerdings vornehmlich zum Küstenbeschuss gedacht waren. Unglücklicherweise konnten die Verbände der Schiffe dem starken Rückschlag dieser Riesengeschütze nicht standhalten. Daher kam es schon nach wenigen Schüssen zu strukturellen Schäden. Die Schiffe bewährten sich nicht, auch weil die geplante Unternehmung nach dem Fiasko von Gallipoli abgeblasen wurde, und fanden später ihre endgültige Bestimmung als Flugzeugträger.
Spätestens in der Skagerrakschlacht wurde deutlich, dass Fishers Konzept gegen einen ebenbürtigen Gegner nicht erfolgreich sein konnte. Die britischen Schlachtkreuzer gerieten mit besser geschützten deutschen Großkampfschiffen ins Gefecht, und trotz der hohen Geschwindigkeit der britischen Einheiten erzielten die Deutschen zahlreiche Treffer, welche sich bei der unzureichenden Panzerung verheerend auswirkten. Die weitere Entwicklung ging vom Schlachtkreuzer weg hin zum „schnellen Großkampfschiff“.